# Puerto Colombia
Puerto Colombia là một khu tự quản thuộc tỉnh Atlántico, Colombia. Thủ phủ của khu tự quản Puerto Colombia đóng tại Puerto Colombia Khu tự quản Puerto Colombia có diện tích 73 ki lô mét vuông. Đến thời điểm ngày 28 tháng 5 năm 2005, khu tự quản Puerto Colombia có dân số 24996 người.